# صدرات چای د
صدرات چای د مربوط به دوران‌های تاریخی پس از اسلام است و در شهرستان شوشتر، دهستان میان آب، روستای عله واقع شده و این اثر در تاریخ ۵ آذر ۱۳۸۰ با شمارهٔ ثبت ۴۲۱۴ به‌عنوان یکی از آثار ملی ایران به ثبت رسیده‌است.